# Lydia Polgreen
Lydia Frances Polgreen (Washington DC, 1975) és una periodista estatunidenca. És redactora en cap de The Huffington Post en substitució de la fundadora Arianna Huffington. Anteriorment, va ser directora editorial de NYT Global i cap d'oficina d'Àfrica Occidental per la mateixa publicació, amb seu a Dakar, entre 2005 i 2009. Ha guanyat diversos premis, com el premi George Polk el 2006 i el premi Livingston el 2009. També ha informat sobre l'Índia i va ser la cap del New York Times a Johannesburg.